# Žiče, Domžale
Žiče so naselje v Občini Domžale. Ime naselja je nastalo iz osnove žito in ima isto nemško osnovo - Seitz. Kraj je prvič omenjen leta 1341, nad njim pa se vzpenja Žiški vrh. Jugozahodno od kraja izvira potok Želodnik.